# Mikroregion Juazeiro

Mikroregion Juazeiro

Mikroregion Juazeiro – mikroregion w brazylijskim stanie Bahia należący do mezoregionu Vale São-Franciscano da Bahia. Ma powierzchnię 40.508,19810 km².

## Gminy
- Campo Alegre de Lourdes
- Casa Nova
- Curaçá
- Juazeiro
- Pilão Arcado
- Remanso
- Sento Sé
- Sobradinho